# Cristhiane Neves
Cristhiane Neves do Nascimento (Natal, 12 de agosto de 1985) é taekwondista paralímpica brasileira.

## Biografia e carreira
Neves é natural de Natal, no Rio Grande do Norte. Em 2014, após sofrer um acidente de moto, ela amputou o braço esquerdo abaixo do cotovelo. Antes da amputação, Neves já praticava muay thai e jiu-jitsu. Ainda em 2014, um professor de parataekwondo, a viu nas redes sociais, a chamou para conhecer o esporte adaptado.
No Campeonato Mundial de Parataekwondo de 2021, realizado em Istambul, na Turquia, conquistou a medalha de bronze na a categoria até 52 kg classe K44.
Em 2022, no Grand Prix de Sófia, na Bulgária, Neves foi bronze na categoria 52 kg.

## Principais conquistas
- Aberto dos Estados Unidos de Taekwondo de 2019: ouro[2]
- Aberto do México de Parataekwondo de 2019: prata[2]
- Campeonato Mundial de Parataekwondo de 2019: bronze[2]
- Jogos Parapan-Americanos de 2019: prata[2]
- Aberto do México de Parataekwondo de 2021: bronze[4]
- Grand Prix de Paris de 2022: prata[2][1]
- Grand Prix de Manchester de 2022: bronze[2][1]
- Grand Prix de Sófia de 2022: bronze[3]